# Miconia wittii
Miconia wittii är en tvåhjärtbladig växtart som beskrevs av Ernst Heinrich Georg Ule. Miconia wittii ingår i släktet Miconia och familjen Melastomataceae. Inga underarter finns listade i Catalogue of Life.